# Gerrit Jannink
Gerrit Jan Arnold Jannink (Enschede, Nizozemska, 1. prosinca 1904. — Ross na Wyeu, Uj. Kraljevstvo, 7. ožujka 1975.) je bivši nizozemski hokejaš na travi. 
Osvojio je srebrno odličje na hokejaškom turniru na Olimpijskim igrama 1928. u Amsterdamu igrajući za Nizozemsku. Na turniru je odigrao četiri susreta na mjestu napadača i postigao je dva pogotka.

## Vanjske poveznice
- Profil na Database Olympics